# Myonycteris brachycephala
Myonycteris brachycephala је врста слепог миша из породице великих љиљака (Pteropodidae). 

## Распрострањење
Сао Томе и Принципе је једино познато природно станиште врсте.

## Станиште
Врста Myonycteris brachycephala има станиште на копну.
Врста је по висини распрострањена до 1.200 метара надморске висине. 

## Угроженост
Ова врста се сматра угроженом.

### Популациони тренд
Популација ове врсте се смањује, судећи по расположивим подацима.